# بني معصار (نهم)
بني معصار هي إحدى قرى عزلة عيال منصور بمديرية نهم التابعة لمحافظة صنعاء، بلغ تعداد سكانها 2029 نسمة حسب تعداد اليمن لعام 2004.